# Chironomus trabicola
Chironomus trabicola är en tvåvingeart som beskrevs av Shobanov, Wulker och Kiknadze 2002. Chironomus trabicola ingår i släktet Chironomus och familjen fjädermyggor. Inga underarter finns listade i Catalogue of Life.